# Aizoon asbestinum
Aizoon asbestinum là một loài thực vật có hoa trong họ Phiên hạnh. Loài này được Schltr. mô tả khoa học đầu tiên năm 1897.